# Filip Serečin
Filip Serečin (* 4. října 1989, Košice) je slovenský fotbalový útočník, od ledna 2016 hráč MFK Zemplín Michalovce.
Mimo Slovensko působil na klubové úrovni v Arménii.

## Klubová kariéra
S fotbalem začínal v MFK Košice, kde hrál do konce roku 2010. Poté působil v roce 2011 v druholigovém slovenském týmu MFK Zemplín Michalovce a od srpna 2011 v MFK Ružomberok. Od srpna do listopadu 2014 byl krátce v arménském klubu FC Bananc z hlavního města Jerevan.

V prosinci 2014 byl na testech v moravském klubu FC Zbrojovka Brno, kde se následně nedohodl na smlouvě.
Angažmá získal až koncem září 2015, kdy se dohodl na smlouvě do konce podzimní části sezóny 2015/16 s druholigovým klubem FC VSS Košice (přejmenovaný MFK Košice), který hledal náhradu za bosenského forwarda Nermina Haskiće.
V lednu 2016 posílil jiný východoslovenský klub, prvoligový MFK Zemplín Michalovce, kde již v minulosti působil.